# Една Крабапел
Една Крабапел-Фландърс (на английски: Edna Krabappel-Flanders) е измислен герой от анимационния сериал „Семейство Симпсън“. Озвучава се от Марша Уолъс. Една е учителка в началното училище на Спрингфилд, където преподава в четвърти клас.
Характерни за образа ѝ са промискуитетът, тютюнопушенето, епизодичният алкохолизъм, и най-вече гръмкото и присмехулно „Ха!“, което се е превърнало във визитна картичка на персонажа.

## Биография
Една е родена в Спрингфилд и учи в същото училище като Хоумър. След това обаче напуска града и се мести на неизвестно място. Връща се в родния си град след развода с мъжа си – алкохолик. Разбираме, че това се развива през 1989.
Почти веднага след идването си тя се запознава с Мо Сизлак – местния барман. Те се влюбват, но Мо лъже Една за професията си (той ѝ казва, че е терапевт на алкохолици). Двамата решават да се преместят с откраднатите от Мо пари. Обрат настъпва когато Една случайно се среща с Барт Симпсън, който ѝ казва, че е издънка и за нищо не го бива (а всъщност помага на Нелсън Мънц да краде компютри). Една казва на Мо, че иска да остане в града, за да помага на деца като Барт. Мо приема нещата много трудно и с Една се разделят. След това тя остава в Спрингфилд завинаги.
Една доста пъти е представяна като доста развратна личност. В някои ретроспективни кадри Една е представена като проститутка. Самата тя е склонна към промискуитет, което личи от многото ѝ похождения с различни мъже. В епизода One fish, two fish, Blowfish, Blue fish готвачът, който трябва да приготви фугу за Хоумър е с Една в колата. Продавачът на комикси казва, че действителната бройка на любовниците ѝ е над 1000.
Голяма част от ролите на Една се въртят около отношенията ѝ със Сиймор Скинър – училищния директор. Тя на два пъти е пред сватба с него. На пътя им обаче застава Агнес Скинър – майката на младоженеца. Тъй като той продължава да бъде икономически зависим от майка си и се страхува от обвързване, Една се отказва от връзка с него.
В първия епизод на 23 сезон, Крабапел започва връзка с Нед Фландърс. Отношенията им остават неразвити до 21 епизод на същия сезон, когато разбираме, че Една и Нед са се венчали тайно от всички.

## Характер
Една си остава изключително противоречива личност. Като цяло образа ѝ олицетворява модерната жена – независима, необвързана, с развод зад гърба си и цял куп вредни навици. Тя отразява всички стереотипи, които витаят около една жена на средна възраст, а именно циничност, разочарование от живота, с нужда от щастие с друг мъж.

## Глас
Гласът на г-жа Крабапел е актрисата Марша Уолъс. Нейната основна фраза е подигравателното „Ха!“. Уолъс дори получава Еми за озвучаването на Една в епизода Bart the lover.
Името Крабапел (Krabappel) намеква за crabapple – киселица.